# Farigia basiviridis
Farigia basiviridis är en fjärilsart som beskrevs av Paul Dognin 1911. Farigia basiviridis ingår i släktet Farigia och familjen tandspinnare. Inga underarter finns listade i Catalogue of Life.